# Subordination (finance)
Pour les articles homonymes, voir Subordination.
La subordination de dette (en finance) est une technique qui consiste à subordonner le remboursement d'une dette à une ou plusieurs autres. Le principe général est que lorsqu'il n'y aura pas suffisamment d'argent pour rembourser toutes les dettes, la dette subordonnée sera payée après les autres dettes. Ces dernières seront qualifiées de dettes ordinaires ou senior.

## Outil de gestion de bilan
Utilisées comme outil de gestion de bilan, les dettes subordonnées se situent quelque part entre les dettes ordinaires et le capital.
En cas de problème, le créancier subordonné sera remboursé après les créanciers ordinaires, mais avant les actionnaires.
Cet outil de gestion a été particulièrement utilisé par les banques, soumises à des conditions de capital minimum pour couvrir leurs risques de crédit.
Dans ce cas de figure, on distingue souvent la subordination ordinaire et la subordination profonde.
Dans le cas de la subordination ordinaire, la dette subordonnée est payée normalement à ses échéances d'intérêt et de capital, la subordination n'ayant un effet qu'au moment où l'entreprise créancière entrera en liquidation judiciaire ou tout autre mode liquidatif équivalent dans un droit étranger.
Dans le cas de la subordination profonde, le paiement de la dette subordonnée peut également être suspendu ou interrompu si certains événements surviennent relativement à la structure financière de l'entreprise, tel que la détérioration de son compte de résultat.

## Outil de financement structuré
Comme outil de financement structuré, la subordination sert particulièrement dans le cadre de financement de projet ou dans le cadre de la titrisation.
Dans les deux cas, le concept est fondé sur le financement d'actifs (tel que la construction d'une centrale électrique ou l'achat d’un portefeuille de crédits) par des dettes qui seront remboursées par les flux financiers futurs engendrés par ces actifs.
Si on considère ces flux financiers futurs, on peut par exemple les classifier en flux certains, probables, et incertains.
Le projet sera alors financé par :
- une dette « senior » qui sera remboursée par les flux certains et dont le montant sera fonction de la capacité de ces flux certains à la rembourser.
- une dette subordonnée intermédiaire (dite « dette mezzanine ») qui sera remboursée par les flux probables et dont le montant sera fonction de la capacité de ces flux probables à la rembourser.
- une dette subordonnée aux deux précédentes (dite « dette junior ») qui sera remboursée par les flux incertains et dont le montant sera fonction de la capacité de ces flux incertains à la rembourser.

On a, par cette technique, minimisé le risque de perte pour le prêteur du niveau « senior », puisque les pertes du projet impacteront d’abord les prêteurs des niveaux mezzanine et junior.
Chaque dette portera un taux d'intérêt qui sera fonction du risque de non remboursement. La dette senior portant un taux d’intérêt relativement faible du fait de la minimisation du risque. Cette technique permet de minimiser les coûts de financement.